# ريناتو تابيا
ريناتو تابيا (بالإسبانية: Renato Tapia)‏ كورتيخو من مواليد 28 يوليو 1995 بمدينة ليما عاصمة البيرو، لاعب كرة قدم بيروفي، يلعب حاليًا مع نادي فينورد روتردام الهولندي الذي انتقل إليه سنة 2016، كما يشارك مع منتخب البيرو لكرة القدم منذ سنة 2015.

## روابط خارجية
- ريناتو تابيا على موقع الاتحاد الدولي (مؤرشف)  (الإنجليزية)
- ريناتو تابيا على موقع الاتحاد الأوربي (الإنجليزية)
- ريناتو تابيا على موقع إي إس بي إن إف سي (الإنجليزية)
- ريناتو تابيا على موقع قاعدة بيانات كرة القدم.إي يو (الإنجليزية)
- ريناتو تابيا على موقع ليكيب (الفرنسية)
- ريناتو تابيا على موقع ناشيونال فوتبول تيمز (الإنجليزية)
- ريناتو تابيا على موقع Soccerbase.com (لاعب) (الإنجليزية)
- ريناتو تابيا على موقع Soccerway.com (الإنجليزية)
- ريناتو تابيا على موقع عالم كرة القدم.نت (الإنجليزية)
- ريناتو تابيا على موقع AS.com (الإسبانية)